# سیارک ۱۰۰۲۸
سیارک ۱۰۰۲۸ (به انگلیسی: 10028 Bonus، نامگذاری:1981JM2) ده هزار و بیست و هشتمین سیارک کشف شده‌است که در ۵ مه ۱۹۸۱ کشف شد.
قدر مطلق سیارک برابر ۱۸٫۶ است.